# 離家童盟 (電視劇)
《漫威離家童盟》（英語：Marvel's Runaways）或簡稱《離家童盟》（英語：Runaways）是2017年美國Hulu推出的網絡劇，由喬許·施瓦茨和史蒂芬妮·薩瓦吉創作。此網絡劇改編自漫威漫畫同名英雄團隊，故事設於漫威電影宇宙（MCU）中，與漫威電影宇宙系列電影和其他漫威電影宇宙電視劇共享同一世界觀。此作品由ABC標誌工作室、漫威電視和虛假帝國製作公司出品，施瓦茨和薩瓦吉則為節目統籌。
第一季於2017年11月21日至2018年1月9日推出。2018年1月，離家童盟獲Hulu續訂第二季13集，2018年12月21日全季上線。2019年3月續訂第三季(最終季)，於2019年12月13日上線，將與《斗篷與匕首》進行交叉集。

## 故事背景
描述六名來自不同背景的青少年自幼便因父母們是好友的關係而結為好友，卻在一次悲劇之後漸漸互相疏遠。當他們試圖要修復彼此之間的友誼的同時，卻發現自己的父母其實屬於一個稱邪傲會的組織，多年來做出很多喪盡天良的事，更甚至殺害無辜。
之後這六個青少年便團結起來對付共同敵人-自己的父母，但他們的父母都並不是常人，有時間旅行者、黑魔法師、瘋狂科學家、外星入侵者，甚至是超能力者。過程中他們本身擁有的特殊能力也開始慢慢展現出來，而父母們也發現孩子們知道自己的秘密後，於是六名少年少女離家出走對抗父母。

## 主要角色
- 蘭斯·菲利斯 飾演 艾利克斯·懷德（英语：Alex Wilder）

一個渴望與童年朋友團聚的書呆子。擁有天生的領導能力和智慧，以及天才級別的推理和戰略能力，是離家童盟的領導者。
- 麗瑞卡·岡野 飾演 尼科·米諾魯

Nico打扮哥特式外觀隔離自己，是離家童盟的一員。
- 維吉尼亞·加德納 飾演卡洛琳娜·狄恩（英语：Karolina Dean）

一個人類與外星人的混血兒，她的宗教教養使她想要追求自己的慾望而不是追隨她母親的腳步，並且是離家童盟的成員。卡洛琳娜具有飛行能力，可以發出彩虹色的光線，並可以射出光束。
- 亞睿艾拉・貝拉 飾演 葛芮楚·優客（英语：Gertrude Yorkes）

社會活動家，離家童盟成員。 她還與她的基因工程恐龍老鞋帶有心靈感應。
- 格雷格·索金 飾演 蔡斯·史坦（英语：Chase Stein）

高中長曲棍球運動員，但經常被認為笨拙的球員，但在工程學上表現出色，離家童盟的一員。有可能像天才一樣具有天賦像他的父親，並可製造小玩意兒，包括稱為“Fistigons(粉粹手套)”的強大的武器化手套。
- 阿拉瓜拉·阿科斯塔 飾演 茉莉·海耶斯（英语：Molly Hayes）

離家童盟中最年輕的成員，她以積極的態度為特徵。莫莉發現她具有超人的力量和無懈可擊的能力。
- 基普·帕杜 飾演 Frank Dean

卡洛琳娜的父親。
- 安妮·沃興 飾演 Leslie Dean

卡洛琳娜的母親。
- 雷恩・山德斯 飾演 傑佛瑞·懷德（英语：Geoffrey Wilder）

艾利克斯的父親。
- 安吉爾·派克 飾演 Catherine Wilder

艾利克斯的母親。
- 詹姆斯·八重樫 飾演 obert Minoru

尼科的父親。
- 布莉特妮·石橋 飾演 Tina Minoru

尼科的母親。
- 凱文・衛斯曼 飾演 Dale Yorkes

葛芮楚的父親，同時扶養友人的女兒莫莉。
- 布麗姬・布蘭納 飾演 Stacey Yorkes

葛芮楚的母親，同時扶養友人的女兒莫莉。
- 朱利安·麥可馬洪 飾演  約拿(Jonah)

邪傲會的核心人物，同時也是組織創辦的召集者。
- 克拉麗莎·蒂伯克斯 飾演 查汶（英语：Xavin） (第二季加入)

一個具有變形能力的外星人，相信一個表示自己是卡羅琳娜的未婚妻的預言。離家童盟的盟友。
- 伊莉莎白·赫莉 飾演 摩根娜勒菲（英语：Morgan le Fay (Marvel Comics)） (第三季加入[2])

一位強大的不朽女巫，傳說中的巫師梅林的徒弟。

## 集數列表
| 季數 | 集数 | 集数 | 上線日期       | 上線日期       |
| 季數 | 集数 | 集数 | 首映           | 季终           |
| ---- | ---- | ---- | -------------- | -------------- |
| 1    | 10   | 10   | 2017年11月21日 | 2018年1月9日   |
| 2    | 13   | 13   | 2018年12月21日 | 2018年12月21日 |
| 3    | 10   | 10   | 2019年12月13日 | 2019年12月13日 |

### 第一季
| 總集數 | 集數 （季） | 標題               | 導演               | 編劇                                 | 上線日期       |
| ------ | ----------- | ------------------ | ------------------ | ------------------------------------ | -------------- |
| 1      | 1           | 重聚 Reunion       | 布雷特·摩根        | 喬許·施瓦茨 ＆ 史蒂芬妮·薩瓦吉       | 2017年11月21日 |
| 2      | 2           | 倒帶 Rewind        | 洛可珊·道森        | 喬許·施瓦茨 ＆ 史蒂芬妮·薩瓦吉       | 2017年11月21日 |
| 3      | 3           | 宿命 Destiny       | 妮娜·洛佩茲-柯拉多 | 卡琳達·瓦茲奎茲                      | 2017年11月21日 |
| 4      | 4           | 十五 Fifteen       | 拉姆齊·尼科爾      | 譚瑪拉·貝歇爾-威爾金森               | 2017年11月28日 |
| 5      | 5           | 王國 Kingdom       | 傑佛瑞·W·伯德      | 羅德尼·巴恩斯 ＆ 邁克爾·武加迪諾維奇 | 2017年12月5日  |
| 6      | 6           | 蛻變 Metamorphosis | 派翠克·諾里斯      | 卡琳達·瓦茲奎茲                      | 2017年12月12日 |
| 7      | 7           | 折射 Refraction    | 彼得·霍爾          | 昆頓·匹叵斯                          | 2017年12月19日 |
| 8      | 8           | 海嘯 Tsunami       | 米莉森·薛爾頓      | 羅德尼·巴恩斯 ＆ 邁克爾·武加迪諾維奇 | 2017年12月26日 |
| 9      | 9           | 末日 Doomsday      | 傑里米·韋博        | 朴芝海 ＆ 肯道爾·羅傑斯              | 2018年1月2日   |
| 10     | 10          | 敵方 Hostile       | 馬可·賈伯斯特      | 昆頓·匹叵斯                          | 2018年1月9日   |

### 第二季
| 總集數 | 集數 （季） | 標題                      | 導演             | 編劇                           | 上線日期       |
| ------ | ----------- | ------------------------- | ---------------- | ------------------------------ | -------------- |
| 11     | 1           | 给我庇護 Gimmie Shelter   | 愛莉森·莉蒂-布朗 | 喬許·施瓦茨 ＆ 史蒂芬妮·薩瓦吉 | 2018年12月21日 |
| 12     | 2           | 開無線電 Radio On         | 克里斯・費雪     | Warren Hsu Leonard             | 2018年12月21日 |
| 13     | 3           | 兩頭皆空 Double Zeros     | 拉里·鄧          | Kirk A. Moore                  | 2018年12月21日 |
| 14     | 4           | 從前校園 Old School       | 派屈克·諾瑞斯    | 特拉西·麥克米倫                | 2018年12月21日 |
| 15     | 5           | 深入谷底 Rock Bottom      | 史考特·彼得斯    | 傑克·佛戈奈斯特                | 2018年12月21日 |
| 16     | 6           | 另葬他人 Bury Another     | Ami Canaan Mann  | Ashley Wigfield                | 2018年12月21日 |
| 17     | 7           | 最後儀式 Last Rites       | James Madigan    | Quinton Peeples                | 2018年12月21日 |
| 18     | 8           | 過往生活 Past Life        | Anna Mastro      | Kendall Rogers                 | 2018年12月21日 |
| 19     | 9           | 頭號人物 Big Shot         | Wendey Stanzler  | Kirk A. Moore                  | 2018年12月21日 |
| 20     | 10          | 敵方攻佔 Hostile Takeover | Jeffrey W. Byrd  | Ashley Wigfield                | 2018年12月21日 |
| 21     | 11          | 最後一舞 Last Waltz       | Ramsey Nickell   | Tracy McMillan                 | 2018年12月21日 |
| 22     | 12          | 地球天使 Earth Angel      | Stephen Surjik   | Warren Hsu Leonard             | 2018年12月21日 |
| 23     | 13          | 各分東西 Split Up         | Jeffrey Webb     | Quinton Peeples                | 2018年12月21日 |

### 第三季
| 總集數 | 集數 （季） | 標題                                 | 導演                | 編劇                              | 上線日期       |
| ------ | ----------- | ------------------------------------ | ------------------- | --------------------------------- | -------------- |
| 24     | 1           | 煙與鏡子幻術 Smoke and Mirrors       | Larry Teng          | Tracy McMillan                    | 2019年12月13日 |
| 25     | 2           | 最偉大的逃脫 The Great Escape        | Philip John         | Warren Hsu Leonard                | 2019年12月13日 |
| 26     | 3           | 謊言欺騙之主 Lord of Lies            | Allison Liddi-Brown | Kirk A. Moore                     | 2019年12月13日 |
| 27     | 4           | 閃電雷鳴儀式 Rite of Thunder         | Jeremy Webb         | Russ Cochrane                     | 2019年12月13日 |
| 28     | 5           | 進入夢境領地 Enter the Dreamland     | Rob Hardy           | Quinton Peeples                   | 2019年12月13日 |
| 29     | 6           | 美好的再相見 Merry Meet Again        | Vanessa Parise      | Ashley Wigfield                   | 2019年12月13日 |
| 30     | 7           | 邪惡的黑魔法 Left-Hand Path          | Katie Eastridge     | Tracy McMillan & Kendall Rogers   | 2019年12月13日 |
| 31     | 8           | 惡魔的酷刑室 Devil's Torture Chamber | Jeff Woolnough      | Warren Hsu Leonard & Stu Selonick | 2019年12月13日 |
| 32     | 9           | 打破魔法圓陣 The Broken Circle       | Geeta V. Patel      | Russ Cochrane & Kirk A. Moore     | 2019年12月13日 |
| 33     | 10          | 欺騙過絞刑架 Cheat the Gallow        | Ramsey Nickell      | Quinton Peeples                   | 2019年12月13日 |

## 製作
早在2010年，漫威本預計將漫畫系列《離家同盟》改編成電影，由杜魯·皮爾斯編劇，皮特·索利特擔任導演，這個電影計劃一直擱淺，後來漫威宣布將《離家同盟》交給Hulu網製作成電視劇，並由《緋聞女孩》的創作者Josh Schwartz和Stephanie Savage擔任執行製片人、劇集總監和編劇，與漫威的電視主管Jeph Loeb和Jim Chory共同製作。
Schwartz在媒體發布會上說:「我一直都是《離家同盟》的粉絲，能把布萊恩和艾德里安創造的人物賦予新生命真是太開心了。”，並且Savage補充道：「Josh和我已經迫不及待地想為漫威和Hulu工作了。」，
《離家同盟》根據漫畫改編，原著由《迷失》編劇布萊恩·沃恩和艾德里安·奧爾夫那一起完成，講的是一群青少年發現自己的父母是一群超能壞蛋，在發掘了他們自身的能力後，這些小孩子離家出走並決定將他們的爸爸媽媽帶回到正路。

## 評價
《離家童盟》獲得影評家普遍的好評。於爛番茄的評論中，第1季獲得了82%的新鮮度、7.72/10分（56位評論家），評論家共識：「真誠、有趣，比原作更加和諧，《離家童盟》強大地立足於過度飽和的同類型作品中。」 於Metacritic的評論中，第1季獲得68分（滿分100分；22位評論家），屬普遍的好評。

## 獎項
| 年份 | 頒獎                   | 分類                                       | 入圍              | 結果 | 參考   |
| ---- | ---------------------- | ------------------------------------------ | ----------------- | ---- | ------ |
| 2017 | Golden Issue Awards    | Best Ensemble Cast                         | Runaways          | 獲獎 | [ 5 ]  |
| 2018 | Jerry Goldsmith Awards | Best Score for a TV show                   | Siddhartha Khosla | 提名 | [ 6 ]  |
| 2018 | 第44屆土星獎           | Best New Media Superhero Series            | Runaways          | 提名 | [ 7 ]  |
| 2019 | BMI獎                  | BMI Streaming Media Awards                 | Siddhartha Khosla | 獲獎 | [ 8 ]  |
| 2019 | 第45屆土星獎           | Best Streaming Superhero Television Series | Runaways          | 提名 | [ 9 ]  |
| 2019 | 青少年選擇獎           | Choice Drama TV Show                       | Runaways          | 提名 | [ 10 ] |

### 腳註
1. ↑  Dinh, Christine. . Marvel.com. 2017-02-09  [2017-02-09]. （原始内容存档于2017-02-10）.
2. ↑  《離家童盟》第三季釋預告！「斗篷與匕首」、反派「摩根勒菲」首登場 （页面存档备份，存于） DramaQueen電視迷 2019/10/5
3. ↑  . 爛番茄.   [2018-01-31]. （原始内容存档于2020-11-09）.
4. ↑  . Metacritic.   [2018-01-31]. （原始内容存档于2021-01-09）.
5. ↑  Joseph Schmidt. . Cominc Book. December 28, 2017  [December 30, 2017]. （原始内容存档于2017-12-31）.
6. ↑  . Jerry Goldsmith Awards. September 4, 2018  [May 31, 2019]. （原始内容存档于2020-10-21）.
7. ↑  McNary, Dave. . Variety. March 15, 2018  [March 15, 2018]. （原始内容存档于March 15, 2018）.
8. ↑  Gartenberg, Ruby. . Popdisciple. 21 May 2019  [17 July 2019]. （原始内容存档于2019-07-17）.
9. ↑  Mancuso, Vinnie. . Collider. 16 July 2019  [17 July 2019]. （原始内容存档于2019-07-16）.
10. ↑  Matt Webb Mitovich. . TVline. June 19, 2019  [June 19, 2019]. （原始内容存档于2019-06-19）.

## 外部連結
- 官方网站
- 互联网电影数据库（IMDb）上《離家童盟》的资料（英文）
- 豆瓣电影上《離家童盟》的資料 （简体中文）